# 왕인식
왕인식(王仁植, 1876년 음력 2월 19일 ~ ?)은 대한제국 시기부터 활동한 일제강점기 초기의 경찰이다.

## 생애
한학을 공부하여 1896년에 경상남도 거창군에서 서기로 근무하는 등 지방 관리로 일했다. 1906년에 거창군 거창경찰분서 순검으로 임명되면서 경찰계에 입문했다. 1908년에 거창경찰분서에서 경부 계급으로 근무 중이었다.
1910년에는 한일 병합 조약이 체결되어 조선총독부 소속 경부로 이동했다. 경상남도 경무부 소속의 삼랑진경찰서를 거쳐 통영경찰서에서 근무했고, 이후 부산경찰서와 하동경찰서에 차례로 발령받는 등 경남 지역에서 경찰로 활동했다.
통영경찰서 경부이던 1912년에 일본 정부로부터 한국병합기념장을 받았다. 1916년까지 하동경찰서에서 재직한 기록이 있다. 최종 계급은 경부였다.
2008년 공개된 민족문제연구소의 친일인명사전 수록예정자 명단 중 경찰 부문에 포함되었다.

## 참고자료
- 왕인식(王仁植) - 국사편찬위원회